# Смирнов, Алексей Николаевич
Алексе́й Никола́евич Смирно́в (род. 15 августа 1984, Погорелка, Тюменская область) — российский видеоблогер, ютубер, продюсер, режиссёр («Колыбель», 2011, «Сомнамбула», 2012), волонтёр и доброволец ДНР.
С 2020 года – ведущий авторского шоу на YouTube «Крупнокалиберный Переполох», в котором в юмористической форме рассказывает о многообразии и способах применения советского и современного оружия. По состоянию на март 2025 года канал имеет 1,83 млн подписчиков и более 306 млн просмотров. Основатель и лидер гуманитарного батальона «Ангел» (с 2017 года — фонд «Гуманитарная группа „Ангел“»), оказывающего помощь людям, проживающим в зоне боевых действий.

## Биография

### Рождение, ранние годы
Родился в д. Погорелка Тюменской области. Оставшись без попечения родителей, воспитывался в Таловской школе-интернате Воронежской области. Позднее родная бабушка Смирнова воссоединила семью, забрав Алексея и 4 его братьев из интернатов в разных городах России.
В 2004 году начал профессиональную деятельность в качестве журналиста, публиковался в местных газетах. В 2005 году поступил на факультет журналистики Югорского государственного университета в г. Ханты-Мансийск, где продолжил обучение до 2007 года.

### Журналистская карьера
Будучи студентом Югорского государственного университета, Смирнов начал выпускать газету «Мой город без цензуры», посвящённую расследованиям противоправных действий городской администрации, прокуратуры и преступных группировок. Издание подвергалось преследованиям и на регулярной основе сотрудничало с Фондом защиты гласности, фондом «Новая Евразия» и Центром экстремальной журналистики.
В связи с поступлением угроз Смирнов переехал в Екатеринбург, где продолжил заниматься журналистикой и в 2010 году открыл своё издательство. Вновь столкнувшись с преследованиями со стороны силовых структур и преступных группировок, принял решение сменить род деятельности.

### Режиссёрская карьера
С 2011 года Смирнов жил и работал в Москве. Дебютировал как режиссёр с короткометражным фильмом «Колыбель» (2011), основанном на реальных событиях, которые не были своевременно преданы огласке. В 2007 году в одном из городов Югры пятеро детей замёрзли в канализационной шахте из-за халатности взрослых. Премьера фильма длительностью 26 минут состоялась в марте 2011 года в Екатеринбурге. Показ фильма состоялся в ряде исправительных учреждений, в том числе в женских колониях. Фильм стал лауреатом национальной премии «Страна» 2011 года. Часть средств от проката в кинотеатрах и на DVD перечислялась в детские дома.
В том же году появился замысел психологического триллера «Сомнамбула» (2012), во многом автобиографического. Саундтрек к фильму написал солист группы «Мачете» Ярослав Малый. Премьера фильма состоялась в 2013 году в московском кинотеатре «Октябрь». Сюжет основан на личной истории автора: с детства Смирнов был болен сомнамбулизмом. В фильме переплетаются две ветви повествования: одна представляет собой практически документальную хронику болезни героя в детстве, вторая – вымышленную историю из жизни героя во взрослом возрасте.
В 2013 году Смирнов начал работать над третьим фильмом «Архи» с участием Артура Смольянинова, Яниса Политова и актёров из числа выпускников МХАТа. В 2014 году Смирнов принял решение прервать съёмки практически завершённого фильма и посвятить себя добровольческой деятельности.

## Деятельность на востоке Украины

### Батальон «Ангел»
В 2014 году Смирнов начал гуманитарную миссию в зоне боевых действий на территории ДНР и ЛНР. В том же году были созданы общество «Дети под обстрелом» и гуманитарный батальон «Ангел», оказывающий помощь людям, проживающим в зоне вооружённого конфликта на Донбассе. Воевал в Горловке весной 2015 года. С сентября 2014 года по сентябрь 2016 года силами батальона была оказана гуманитарная помощь более чем 19 000 человек.
Впоследствии батальон «Ангел» продолжил активно воевать, работать на линии фронта, оказывая помощь жителям близлежащих районов. Добровольческий батальон под руководством Алексея Смирнова привозил продукты питания и медикаменты в горячие точки и эвакуировал пострадавших.
16 сентября 2016 года Смирнов был арестован МГБ ДНР и помещён в СИЗО № 5 г. Донецк за использование подложных документов и хранение взрывчатки. После задержания Смирнов сообщил что признает свою вину, сотрудничает со следствием и попросил «не повторять его ошибок». По прошествии 9 месяцев с него были сняты обвинения. Арест вызвал широкий общественный резонанс и дискуссии в журналистском и волонтёрском сообществах. В защиту Смирнова высказалась российский журналист Марина Ахмедова.
8 декабря 2017 года был зарегистрирован фонд «Гуманитарная группа „Ангел“», оказывающий помощь людям, оказавшимся в сложной жизненной ситуации. В настоящий момент фонд продолжает оказывать помощь населению прифронтовых районов Донбасса[уточнить] по нескольким направлениям. Помимо адресной помощи гражданскому населению и гуманитарной помощи посёлкам фонд реализует проект «Дети Донбасса», ориентированный на оказание помощи раненым детям и детям, живущим в зоне боевых действий.
В 2018 году в издательстве «Спутник+» вышла книга «Хроники батальона „Ангел“» за авторством Алексея Смирнова и Максима Ангелина, одного из волонтёров Работа посвящена воспоминаниям о первых днях вооружённым конфликтом на Донбассе и деятельности батальона до 2016 года.
С 24 февраля 2022 года батальон «Ангел» продолжает оказывать посильную аппаратную (инвалидные кресла, глюкометры и т.д.), медикаментозную и продовольственную помощь мирному населению, спасая здоровье и жизнь простым людям. Существует одноимённый телеграмм-канал с фотоотчётами.

### «Крупнокалиберный переполох»
В 2020 году Смирнов запустил авторское шоу на YouTube под названием «Крупнокалиберный переполох». В качестве ведущего по прозвищу «Команданте» он испытывает на прочность разнообразные объекты на полигоне из богатого арсенала оружия. В выпусках фигурируют как советская «классика» (Автомат Калашникова, Снайперская винтовка Драгунова) и легендарные ППШ и Мосинка, так и более современные виды стрелкового оружия, а также гранаты, огнемёты, противотанковые мины, БТРы, РСЗО и танки.
Средства от монетизации канала и донатов подписчиков направляются на оказание гуманитарной помощи людям, проживающим в зоне боевых действий. Дополнительные средства привлекаются за счёт продажи уникальных ножей с осколками снарядов.
По состоянию на апрель 2025 года Алексей Смирнов продолжает снимать видеоролики оружейной тематики и вести добровольческую деятельность.